# Renato Silva
Pour les articles homonymes, voir Silva.
Renato Silva (né le 22 mai 1976) est un coureur cycliste portugais. Professionnel de 1999 à 2008, il est monté plusieurs fois sur le podium des championnats du Portugal de cyclisme sur route. Il a participé deux fois au Tour d'Espagne avec l'équipe Milaneza - MSS, en 2001 et 2003.

## Palmarès
- 2002
  - 3e du championnat du Portugal sur route
  - 3e du championnat du Portugal du contre-la-montre

- 2003
  - 2e du championnat du Portugal du contre-la-montre

- 2004
  - 3e du championnat du Portugal du contre-la-montre

## Résultats sur les grands tours

### Tour d'Espagne
- 2001 : abandon (11e étape)
- 2003 : 68e